# Dora 2019
La ventesima edizione di Dora si è tenuta il 16 febbraio 2019 nella città di Abbazia, in Croazia, e ha selezionato il rappresentante croato all'Eurovision Song Contest 2019 di Tel Aviv.

## Organizzazione
Dopo 7 anni di selezione interna, l'emittente Hrvatska Radiotelevizija (HRT) ha organizzato nuovamente una selezione nazionale per scegliere il proprio rappresentante all'Eurovision Song Contest, riprendendo il format di Dora, già utilizzato dal 1992 al 2011 per selezionare il rappresentante croato all'ESC.
Le canzoni possono essere in inglese, croato, italiano e francese per un totale di 16 partecipanti, che, contrariamente alle passate edizioni, si sarebbero affrontati in un'unica serata il 16 febbraio 2019.
Il voto è stato suddiviso in televoto dal pubblico e il voto di 10 giurie suddivise per città: Zagabria, Spalato, Vukovar, Fiume, Varaždin e Čakovec, Pola, Zara, Osijek, Ragusa, Tenin e Sebenico. In caso di pareggio, sarebbe avanzata la canzone con il punteggio maggiore nel televoto.

## Partecipanti
Dopo il ritiro dei 4 Tenora il 29 gennaio 2019, Kim Verson con Nisam to što žele è stata selezionata per sostituirli.
| Artista                             | Brano                  | Lingua           | Compositori                                                 |
| ----------------------------------- | ---------------------- | ---------------- | ----------------------------------------------------------- |
| 4 Tenora                            | Brod bez imena         | Croato           | Eduard Botrić, Matko Šimac                                  |
| Beta Sudar                          | Don't Give Up          | Inglese          | Predrag Martinjak, Malin Johansson                          |
| Bernarda Bruno                      | I Believe in True Love | Inglese          | Duško Rapotec Ute, Bernarda Brunović, T. Bon                |
| Bojan Jambrošić & Danijela Pintarić | Vrijeme predaje        | Croato           | Ante Toni Eterović, Leonardo Čeči Baksa                     |
| Domenica                            | Indigo                 | Inglese          | Tonči Huljić, Vjekoslava Huljić                             |
| Elis Lovrić                         | All I Really Want      | Inglese          | Elis Lovrić, Olja Dešić                                     |
| Ema Gagro                           | Redemption             | Inglese          | Andreas Björkman, Adriana Pupavac, Kalle Persson, Ema Gagro |
| Gelato Sisters                      | Back to That Swing     | Inglese          | Trvtko Hrelec                                               |
| Jelena Bosančić                     | Tell Me                | Inglese          | Jelena Bosančić                                             |
| Kim Verson                          | Nisam to što žele      | Croato           | Kim Verson                                                  |
| Lea Mijatović                       | Tebi pripadam          | Croato           | Igor Ivanović, Marko Vojvodić                               |
| Lidija Bačić                        | Tek je počelo          | Croato           | Denis Dumančić, Fayo                                        |
| Lorena Bućan                        | Tower of Babylon       | Inglese          | Tonči Huljić, Ivan Huljić, Vjekoslava Huljić                |
| Luka Nižetić                        | Brutalero              | Croato, spagnolo | Branimir Mihaljević, Mario Mihaljević                       |
| Manntra                             | In the Shadows         | Inglese          | Marko Matijević Sekul, Maja Kolarić, Boris Kolarić          |
| Roko Blažević                       | The Dream              | Inglese, croato  | Jacques Houdek, Andrea Čubrić, Charlie Mason                |

## Finale
| #  | Artista                             | Titolo                  | Punteggio | Punteggio | Punteggio | Posizione |
| #  | Artista                             | Titolo                  | Giuria    | Televoto  | Totale    | Posizione |
| -- | ----------------------------------- | ----------------------- | --------- | --------- | --------- | --------- |
| 1  | Bojan Jambrošić & Danijela Pintarić | Vrijeme predaje         | 0         | 6         | 6         | 9         |
| 2  | Jelena Bosančić                     | Tell Me                 | 0         | 0         | 0         | 14        |
| 3  | Kim Verson                          | Nisam to što žele       | 0         | 0         | 0         | 16        |
| 4  | Jure Brkljača                       | Ne postojim kad nisi tu | 2         | 5         | 7         | 8         |
| 5  | Beta Sudar                          | Don't Give Up           | 4         | 2         | 6         | 10        |
| 6  | Lea Mijatović                       | Tebi pripadam           | 0         | 0         | 0         | 15        |
| 7  | Gelato Sisters                      | Back to That Swing      | 1         | 0         | 1         | 12        |
| 8  | Luka Nižetić                        | Brutalero               | 3         | 10        | 13        | 3         |
| 9  | Elis Lovrić                         | All I Really Want       | 8         | 0         | 8         | 7         |
| 10 | Domenica                            | Indigo                  | 0         | 0         | 0         | 13        |
| 11 | Roko Blažević                       | The Dream               | 12        | 12        | 24        | 1         |
| 12 | Ema Gagro                           | Redemption              | 7         | 4         | 11        | 5         |
| 13 | Lidija Bačić                        | Tek je počelo           | 0         | 1         | 1         | 11        |
| 14 | Lorena Bućan                        | Tower of Babylon        | 10        | 8         | 18        | 2         |
| 15 | Bernarda Bruno                      | I Believe in True Love  | 6         | 3         | 9         | 6         |
| 16 | Manntra                             | In the Shadows          | 5         | 7         | 12        | 4         |

## All'Eurovision Song Contest
La Croazia si è esibita 10ª nella seconda semifinale del 16 maggio 2019, non qualificandosi per la finale.
La performance della seconda semifinale ha ripreso parzialmente l'esibizione di Abbazia, mantenendo le ali d'angelo fittizie per il cantante, e affiancandogli due ballerini, Diego Siqueira e Endi Schrötter.

### Giuria
La giuria croata per l'Eurovision Song Contest 2019 è composta da:
- Zlatko Turkalj
- Doris Karamatić, arpista croata
- Bojan Jambrošić, cantante croato
- Silvestar Glojnarić, compositore croato
- Franka Batelić, cantante croata (rappresentante della Croazia nel 2018)